# بوروشنيو ماري
بوروشنيو ماري هي قرية تقع في إقليم كوفاسنا في رومانيا.

## السكان
حسب إحصائيات 2002 بلغ عدد سكان القرية 3,086 نسمة.